# Lemniadi
Le Lemniadi (o donne di Lemno) sono le abitanti dell'isola greca di Lemno. Nel mito greco sono ricordate per aver trascurato gli obblighi cultuali nei confronti di Afrodite e perciò condannate dalla dea ad essere respinte dai mariti.

## La punizione di Afrodite
Non è chiaro il motivo per cui Afrodite decide di punire le donne di Lemno. Si ipotizza una dimenticanza, una negligenza,  o addirittura un disamore nei confronti della dea. La separazione che viene a crearsi tra le Lemniadi e Afrodite, dea dell'amore e custode dei legami matrimoniali, ha come conseguenza l'allontanamento delle Lemniadi da parte dei loro mariti.
La dea infatti avrebbe inflitto loro la punizione di essere affette da un odore ripugnante che le rendeva non più desiderabili agli uomini, che presero con sé delle concubine tracie, catturate come schiave nel corso di spedizioni di guerra.
Per vendetta, allora, le Lemniadi, nel corso di una notte, fecero strage dei loro mariti infedeli e dei figli di sesso maschile che avevano avuto da quelli.

## Le Lemniadi e gli Argonauti

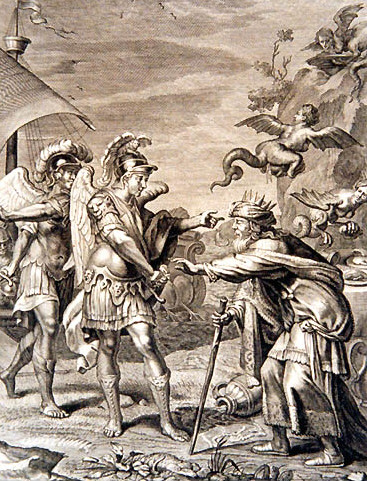
Illustrazione di Calaide e Zete nell'isola di Lemno

Quando gli Argonauti giungono nell'isola di Lemno, le Lemniadi indossano armi e sono piene di frenesia guerriera, spaventose quanto le Tiadi "divoratrici di carne cruda."
Lentamente tuttavia sembrano voler riacquistare la loro condizione femminile di mogli e madri. Iniziano a cedere alle richieste di un araldo inviato dagli Argonauti e fanno avere agli stranieri vino e cibo, a condizione che non entrino in città.
In seguito decidono di dare loro il benvenuto portando sulla spiaggia gli xenia (ξένια), doni che si fanno per salutare gli stranieri. Questi doni dell'ospitalità stabiliscono un vincolo con gli Argonauti.
Infine, gli Argonauti riescono a unirsi alle donne di Lemno al termine di giochi e gare, i cui premi sono costituiti da abiti tessuti dalle donne stesse, e in occasione di una festa nella quale i sacrifici più belli vengono offerti in onore di Efesto di Lemno e della sua sposa Afrodite.

## Apollonio Rodio

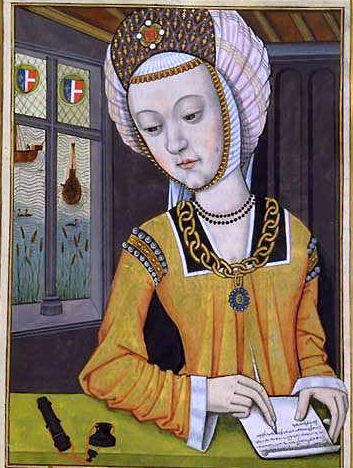
Ritratto cinquecentesco della regina Ipsipile

Nella sua versione, Apollonio Rodio sottolinea due particolari che indicano il ritorno delle Lemniadi alla condizione femminile. Innanzitutto, il matrimonio collettivo con gli Argonauti è provocato da Afrodite stessa, per riportare la specie umana a Lemno: si dice infatti che questi matrimoni siano unioni feconde.
Inoltre, mentre la città in festa di riempie di banchetti e danze, Lemno emana un odore gradevole, dove il fumo delle carni sacrificali si mescola al profumo degli aromi bruciati in onore di Afrodite.
In questo modo è ristabilita la comunicazione tra la terra di Lemno e gli dei e dall'altro lato il puzzo delle donne è allontanato definitivamente dall'odore profumato che fa rinascere il favore della dea del desiderio amoroso.

## Eschilo
Nella versione eschilea gli Argonauti si presentano a Lemno per svernare sull'isola ma le Lemniadi impediscono loro di sbarcare finché non giurano di unirsi a loro.

## Nozze e guerra
Le nozze e la guerra costituiscono i due poli entro cui si sviluppa questo racconto mitico.  Nella società antica il matrimonio per la giovane donna e la guerra per il giovane uomo sono le due istituzioni che, come spiega Jean-Pierre Vernant, segnano per l'uno e per l'altra la realizzazione della loro rispettiva natura, uscendo da uno stato nel quale ciascuno partecipa ancora dell'altro.

## Ladysosmìa
Nel mito delle Lemniadi la negazione del matrimonio è espressa in due termini. Da un lato la condizione guerriera delle donne e dall'altro il cattivo odore da loro emanato (dysosmìa).
Questo odore infetto verrebbe secondo alcuni, dalla bocca delle Lemniadi, secondo altri dal loro sesso.
Una terza versione lo localizza nelle ascelle, in quella parte del corpo della quale l'autore dei Problemata pseudo-aristotelici giustifica il cattivo odore con l'assenza di aerazione, che genera una sorta di putrefazione (sepsis).
Nella versione del paradossografo Mirsilo di Metimna, la responsabile del cattivo odore sarebbe stata la maga Medea che, passando al largo di Lemno con Giasone, avrebbe gettato in mare dei phàrmaka, forse a base di ruta, considerata una pianta anafrodisiaca.

## La festa di Lemno
Ogni anno a Lemno le donne sono separate dagli uomini e dai ragazzi, a causa del cattivo odore che diffondono intorno a loro.
Secondo Mirsilo di Metimna la separazione dura un giorno, ma secondo Antigono di Caristo si prolungherebbe per parecchi giorni.
Che la dysosmìa delle donne sia provocata dall'ingestione di spicchi d'aglio, come nelle Sciroforie, o che sia una finzione, voluta dalla festa, la distanza rituale tra le donne e gli uomini si inserisce in una cerimonia più vasta, durante la quale tutti i fuochi di Lemno sono spenti per diversi giorni.
Alle due sequenze del mito (separazione delle donne dai mariti; rinnovamento della vita con il matrimonio collettivo degli Argonauti) corrispondono i due tempi del rito.
- Prima fase: la scomparsa del fuoco, del calore, della cucina e dei sacrifici comporta l'abolizione di ogni vita normale.
- Seconda fase: il ritorno del fuoco puro, portato dalla nave che va a prelevarlo da Delo, comporta la nascita di una nuova vita a Lemno.

## L'interpretazione di Marcel Detienne
Nel celebre studio sulla cultura degli aromi nel mondo antico, Marcel Detienne collega il loro uso alla capacità di unire due termini opposti (l'uomo e la donna) e l'alto e il basso (la terra e il cielo, ovvero le divinità).
Il puzzo, al contrario, rinvia alla separazione e alla disgiunzione.
"Lemno potrebbe allora apparire come un mondo marcio dove, secondo uno schema dimostrato da Claude Lévi-Strauss, la mediazione tra la Terra e il Sole non è più assicurata dal fuoco alimentare, che in Grecia si presenta in un primo tempo come fuoco del sacrificio. La separazione tra gli uomini e le donne, contrassegnata dall'odore di putredine, corrisponderebbe così a un'altra separazione, questa volta cosmica, tra il Sole e la Terra."